# Phan Hữu Dật
Phan Hữu Dật (1 tháng 6 năm 1928 – 18 tháng 4 năm 2019) là giáo sư, Nhà giáo nhân dân, tiến sĩ Sử học, nhà nghiên cứu dân tộc học hàng đầu của Việt Nam.

## Xuất thân và giáo dục
Phan Hữu Dật sinh ngày 1 tháng 6 năm 1928 (Mậu Thìn) tại tỉnh Thừa Thiên – Huế, nguyên quán tại làng Thanh Lương, xã Hương Xuân, huyện Hương Trà, tỉnh Thừa Thiên – Huế.
Năm 1961, Phan Hữu Dật tốt nghiệp đại học ngành Dân tộc học tại khoa Lịch sử, Đại học Tổng hợp Quốc gia Moskva mang tên M. V. Lomonosov.
Năm 1963, Phan Hữu Dật nhận bằng Tiến sĩ Sử học tại khoa Sử học, Đại học Quốc gia Moskva.
Năm 1996, Phan Hữu Dật được Nhà nước Việt Nam công nhận học hàm Giáo sư.
Năm 2008, Phan Hữu Dật được phong tặng danh hiệu Nhà giáo nhân dân.

## Sự nghiệp
Phan Hữu Dật là đảng viên Đảng Cộng sản Việt Nam.
Từ năm 1970 đến năm 1975, Phan Hữu Dật là Chủ nhiệm Khoa Lịch sử Trường Đại học Tổng hợp Hà Nội.
Mùa xuân năm 1975, Phan Hữu Dật theo chân quân giải phóng tiếp quản Sài Gòn.
Từ năm 1975 đến năm 1977, ông làm Trưởng ban phụ trách Viện Đại học Sài Gòn, Trưởng ban Phụ trách Đại học Văn khoa Sài Gòn, Hiệu trưởng trường Đại học Văn khoa Sài Gòn.
Từ năm 1986 đến năm 1988, ông là Chủ nhiệm Bộ môn Dân tộc học, Trường Đại học Tổng hợp Hà Nội.
Từ năm 1977 đến năm 1981, ông là Phó Hiệu trưởng Trường Đại học Tổng hợp Hà Nội.
Từ năm 1981 đến năm 1985, ông giữ chức vụ Quyền Hiệu trưởng Trường Đại học Tổng hợp Hà Nội.
Từ năm 1985 đến năm 1988, Phan Hữu Dật giữ chức vụ Hiệu trưởng Trường Đại học Tổng hợp Hà Nội.
Từ năm 1994 cho đến khi nghỉ hưu, Phan Hữu Dật giữ chức vụ Ủy viên Hội đồng quốc gia chỉ đạo biên soạn từ điển bách khoa Việt Nam, Phó tổng biên tập kiêm trưởng ban chuyên ngành Dân tộc học Từ điển bách khoa Việt Nam.
Ông là Giáo sư Danh dự Đại học Tổng hợp Lô-mô-nô-xốp (Liên Xô), Đại học Paris VII (Cộng hòa Pháp), nguyên Chủ tịch Hội Dân tộc học Việt Nam (1998–2003), nguyên Chủ tịch Hội Cựu giáo chức Đại học Quốc gia Hà Nội khóa I.

## Qua đời
Phan Hữu Dật qua đời vào lúc 2 giờ 52 phút ngày 18 tháng 4 năm 2019, hưởng thọ 92 tuổi, tại Hà Nội. Ông được điện táng tại nghĩa trang Văn Điển, huyện Thanh Trì, Hà Nội vào 13 giờ ngày 21 tháng 4 năm 2019.

## Tác phẩm
Phan Hữu Dật để lại hơn 100 công trình nghiên cứu về Dân tộc học.

### Sách chuyên khảo
Có 9 sách chuyên khảo gồm:
1. Cơ sở Dân tộc học (1973) (giáo trình)
2. Văn hóa lễ hội của các dân tộc ở Đông Nam Á (1992)
3. Lễ cầu mùa của các dân tộc ở Việt Nam (1994)
4. Văn hóa Thái Việt Nam (viết chung với Cầm Trọng, 1995)
5. Phương sách dùng người của cha ông ta trong lịch sử (1998)
6. Một số vấn đề về Dân tộc học Việt Nam (1998)
7. Góp phần nghiên cứu Dân tộc học Việt Nam (2003)

### Báo khoa học
- Dân tộc học Xô-viết (1961)
- ASEMI (1978)

## Phong thưởng
- Huân chương Kháng chiến chống Pháp hạng Nhì (1957) và hạng Ba (1964)[2]
- Huân chương chống Mỹ cứu nước hạng Nhì (1985)[2]
- Huân chương Lao động hạng Ba (1985)[2]
- Huân chương Lao động hạng Nhất (1998)[2]
- Huy hiệu 70 năm tuổi Đảng Cộng sản Việt Nam[2]
- Giải thưởng Nhà nước về Khoa học và Công nghệ (2005)[2] cho công trình "Một số vấn đề về Dân tộc học Việt Nam" (1998)[5]